# Solta
Solta (estilizado em letras minúsculas) é o primeiro extended play da cantora brasileira Giulia Be. Foi lançado em 15 de maio de 2020, através da Warner Music Brasil. Em 18 de dezembro de 2020, foi lançada a versão deluxe do EP.

## Antecedentes
Giulia anunciou o lançamento do primeiro single do EP, "Menina Solta" em agosto de 2019, sendo lançado no dia 23 do mesmo mês. Após uma ótima repercussão da canção, Giulia contou em suas redes sociais que estava produzindo um EP para ser lançado no ano seguinte. 
Em 10 de março de 2020, Giulia anunciou o lançamento de "Não Era Amor", segundo single do projeto, para 13 de março. Duas semanas depois, em 27 de março, o terceiro single, "Se Essa Vida Fosse Um Filme" foi lançado de surpresa, acompanhado de um Lyric Video.
O anúncio oficial do EP aconteceu em 12 de maio de 2020 através das redes sociais de Giulia, tendo sua capa revelada e sua data de lançamento confirmada para 15 de maio.
Em 13 de dezembro de 2020, Giulia anunciou a versão deluxe do EP para o dia 18 de dezembro, contendo sete músicas novas além das seis presentes na versão padrão. 

## Singles
O primeiro single, "Menina Solta", foi lançado em 23 de agosto de 2019. A canção teve uma ótima repercussão, não só no Brasil mas em várias partes do mundo. 
A divulgação do EP começou oficialmente em 13 de março de 2020 com o lançamento de "Não Era Amor", o segundo single. Em 27 de março, "Se Essa Vida Fosse Um Filme" foi lançada como terceiro single junto de um  lyric video.

### Singlespromocionais
Em 8 de julho, foi lançado o clipe de "Recaída", lançado como single promocional, gravado durante a quarentena em sua casa.
Em 18 de dezembro, no dia do lançamento da versão deluxe do EP, "Eu Me Amo Mais" foi lançada como single promocional.

## Lista de faixas
Adaptadas do Apple Music.
| N.º            | Título                        | Compositor(es)         | Produtor(es)   | Duração |  |
| 1.             | "Recaída"                     | Giulia Be Antonio Eudi | Paul Ralphes   | 2:04    |  |
| 2.             | "Se Essa Vida Fosse um Filme" | G. Be                  | P. Ralphes     | 2:04    |  |
| 3.             | "Não Era Amor"                | G. Be Victor Wao       | Victor Wao     | 2:37    |  |
| 4.             | "Eu Me Amo Mais"              | G. Be                  | P. Ralphes     | 2:13    |  |
| 5.             | "Menina Solta"                | G. Be                  | P. Ralphes     | 2:29    |  |
| 6.             | "Outro"                       | G. Be                  | G. Be          | 0:32    |  |
| Duração total: | Duração total:                | Duração total:         | Duração total: | 12:02   |  |

| Faixas bônus da edição deluxe |                    |                                     |                |         |  |
| N.º                           | Título             | Compositor(es)                      | Produtor(es)   | Duração |  |
| 7.                            | "Outros"           | G. Be                               | P. Ralphes     | 1:16    |  |
| 8.                            | "Amuleto"          | Bruno Caliman                       | P. Ralphes     | 2:20    |  |
| 9.                            | "Chega (Acústico)" | G. Be Gino Martini Neto Andre Dazzo | P. Ralphes     | 3:05    |  |
| 10.                           | "Deixe-Me Ir"      | Baviera Knust CT Hariel Medella     | P. Ralphes     | 4:05    |  |
| 11.                           | "Plan B"           | G. Be                               | P. Ralphes     | 3:18    |  |
| 12.                           | "Solta Interlude"  | G. Be                               | P. Ralphes     | 0:24    |  |
| 13.                           | "Amor De Verão"    | G. Be                               | P. Ralphes     | 2:22    |  |
| Duração total:                | Duração total:     | Duração total:                      | Duração total: | 28:55   |  |

## Desempenho comercial
| Tabela musical (2020) | Melhor posição |
| --------------------- | -------------- |
| Portugal (AFP)        | 47             |

## Certificações e vendas
| Região                     | Certificação | Vendas |
| -------------------------- | ------------ | ------ |
| Brasil (Pro-Música Brasil) | Platina      | 80,000 |